# Iglesia de Santa Marina (Balboa)
La iglesia de Santa Marina es un templo parroquial católico situado en la localidad española de Balboa (León, Castilla y León). 

## Descripción
Es de origen románico, con una sola nave de orientación este-oeste. Su cabecera está compuesta por un ábside semicircular precedido de un tramo recto, todo ello separado del resto de la nave por un arco toral de medio punto.

## Fases constructivas
El templo, tal como se conoce actualmente, es fruto de tres fases constructivas: la primera fase, de estilo románico, se llevó a cabo en el siglo XII o principios del XIII. La segunda fase, en la que se modifica la estructura románica y se comienza a construir la torre, se realizó durante el siglo XVI. La tercera fase (siglo XVII y principios del XVIII), la iglesia tomó la actual configuración.

## Restauraciones
- Año 2005 - 2006: restauración del templo, devolviéndole la estética original.
- Año 2010: restauración del retablo mayor.[1]